# Prottes
Prottes là một thị trấn ở huyện Gänserndorf thuộc bang Niederösterreich nước Áo. Đô thị Prottes có diện tích 13,7 km², dân số năm 2001 là 1280 người.